# Chamaecytisus
Genre
Classification phylogénétique
Chamaecytisus est un genre de plantes à fleurs de la famille des Fabaceae.
Ses espèces sont généralement appelées « genêts ».

## Liste d'espèces
- Chamaecytisus albidus
- Chamaecytisus albus (Hacq.) Rothm.
- Chamaecytisus austriacus (L.) Link
- Chamaecytisus borysthenicus (Gruner) Klásk.
- Chamaecytisus danubialis (Velen.) Rothm.
- Chamaecytisus drepanolobus (Boiss.) Rothm.
- Chamaecytisus falcatus (Waldst. & Kit.) Holub
- Chamaecytisus glaber (L.f.) Rothm.
- Chamaecytisus heuffelii (Wierzb. ex Griseb. & Schenk) Rothm.
- Chamaecytisus hirsutus (L.) Link
- Chamaecytisus mollis (Cav.) Greuter & Burdet
- Chamaecytisus podolicus (Blocki) Klásk.
- Chamaecytisus polytrichus (Bieb.)
- Chamaecytisus prolifer (L.f.) Link
- Chamaecytisus purpureus (Scop.) Link
- Chamaecytisus ratisbonensis (Schaeff.) Rothm.
- Chamaecytisus rochelii (Wierzb. ex Griseb. & Schenk) Rothm.
- Chamaecytisus ruthenicus (Fisch. ex Wol.) Klásk.
- Chamaecytisus supinus (L.) Link
- Chamaecytisus wulffii